# 1.1.1.1
1.1.1.1是由CloudFlare与APNIC共同拥有与维护的一条IP地址，Cloudflare将该地址用于提供免费的域名解析服务，也就是域名服务器。該服务于2018年4月1日發布啟用。
Cloudflare 运营着全球最大、最快的网络之一。APNIC 是一家非营利性组织，负责管理亚太和大洋洲地区 IP 地址的分配。Cloudflare 负责运营网络，而APNIC 提供了 IP 地址 （1.1.1.1）。2018年11月11日，Cloudflare 宣布推出适用于 Android 和 iOS 的 1.1.1.1 服务的移动应用程序。 2019年9月25日，Cloudflare 发布了 WARP，这是其原始 1.1.1.1 移动应用程序的升级版本。

## 服务
1.1.1.1 DNS在下列IP地址上提供公共域名解析服务：
供IPv4用户使用：
- 1.1.1.1
- 1.0.0.1

供IPv6用户使用：
- 2606:4700:4700::1111
- 2606:4700:4700::1001

DNS位址：
- one.one.one.one

而Private DNS服務的主機名為：
- 1dot1dot1dot1.cloudflare-dns.com
- one.one.one.one

这些地址透過任播被映射到最近的服务器上。

## 批评及问题

### 长期被用作私有地址
科技网站称，由于长期以来1.0.0.0/8网段未被分配给任何组织，Cloudflare使用1.1.1.1作为域名解析服务的IP地址将导致一些使用了不符合互联网标准（例如 RFC 1918）的设置的设备出现问题。虽然1.1.1.1并非保留IP地址，但它却被许多路由器、托管登录至专用网的企业、退出页或其他用途所使用，导致1.1.1.1将无法被手动配置为这些系统的DNS服务器。 

### 网站重定向
2023年10月，在中国部分地区访问1.1.1.1的http版网站会重定向到国家反诈中心网站中，https版网站则没有重定向到国家反诈中心网站。 2023年10月30日后恢复正常。

## 1.1.1.1与1.0.0.1的清除
1.0.0.0/8 IP块于2010年被分配给APNIC，在此之前它是一块未分配的空间。然而未分配的空间与私人使用的保留IP空间（即保留IP地址）不同。例如AT&T声称他们正修复其CPE硬件中的CPE问题。